# Cześć, cześć, cześć
Cześć, cześć, cześć – album Mikołaja Trzaski z 1996 roku.

## Spis utworów
1. "W obliczu misia"
2. "Akumulator wodza Azteków"
3. "Słoneczko gasi złoty blask"
4. "Dla Oli"
5. "Widział i podziwiał"
6. "Ballada o jedwabiu"
7. "Radość uzdrownienia"
8. "Sfinx – syn Godzilli"
9. "Gwiazdolot"

Muzyka i kompozycje Mikołaj Trzaska, z wyjątkiem 9 (Tomasz Gwinciński & Tomasz Hesse) i 3 (muzyka tradycyjna).

## Twórcy
- Mikołaj Trzaska – saksofon altowy i sopranowy, gitara
- Jowita Cieślikiewicz – fortepian, keyboard, organy Hammonda
- Tomasz Hesse – gitara basowa, Hammond bass pedals
- Jacek Olter – instrumenty perkusyjne
- Szymon Rogiński (gościnnie) – didgeridoo

Realizacja w Studio Krater: Łukasz Piotrowski i Aleksander Szycik